# Bække
Bække er en by i Sydjylland med 1.034 indbyggere  (2025), beliggende 29 km sydøst for Grindsted, 33 km sydvest for Vejle, 29 km nordvest for Kolding og 12 km nord for Vejen. Byen hører til Vejen Kommune og ligger i Region Syddanmark.
Bække hører til Bække Sogn. Bække Kirke ligger i byen.

## Seværdigheder
To runesten er fundet ved Bække: Bække-stenen 1 blev fundet i kirkegårdsdiget i 1810 og er nu opstillet på en lille høj mellem kirken og vejen. Bække-stenen 2 blev fundet i 1858 som stavnsten i en skibssætning mellem to bronzealder-høje 1 km nord for byen. Et af Hærvejens spor gik i Middelalderen lige gennem skibssætningen og mange sten blev fjernet, men nu er de manglende sten markeret med jernplader så man kan se monumentets omfang. 1 km længere mod nord ligger Hamborggårdstenen, en 50 tons tung vandreblok, der af isen er ført hertil fra Ålandsøerne.
Hærvejsruten består af en vandrerute og en cykelrute. De går begge gennem Bække-området og krydser her "Kyst til Kyst Stien" mellem Blåvandshuk og Vejle. Det har skabt en del turisme. Der er teltplads ved skibssætningen på Klebæk Høje, og Bækkes gamle rutebilstation er indrettet som turistkontor og Hærvejsudstilling. Udenfor er der rejst en skulptur af Niels Aage Schmidt fra Varde med motiver, som symboliserer Hærvejen, ikke mindst perioden med runestenene.

## Faciliteter
Bække Skole har 263 elever, fordelt på 0.-9. klassetrin, og 39 ansatte. Skolen er også overbygningsskole for Gesten Centralskole, hvis elever kommer til Bække efter 6. klasse. Veerst-Bække Børnehave består af Møllebo og Bulderbo med hhv. 68 og 34 pladser, begge beliggende i Bække. Hærvejshallen, der også har motionscenter, kan rumme 740 personer i hallen og 80 i cafeteriet.
Det gamle forsamlingshus fra 1890 blev eksproprieret af amtet i 1935 pga. vejregulering. Derefter blev det nuværende T-formede hus bygget over for skolen, så den kunne bruge husets faciliteter, bl.a. til gymnastik. Huset har nu en stor sal til 150 personer og en lille sal til 50 personer.
Bække Kro har ikke faste åbningstider, men er åben for selskaber og kroens egne arrangementer, som fx også kan være at holde åben i nogle sommeruger. Kroen tilbyder ikke overnatning, men leverer mad ud af huset.
Lindecentret er Vejen Kommunes mindste plejecenter med 10 boliger samt 20 ældreboliger i tilknytning til centret.
Bække har Dagli'Brugs, restaurant og siden 1. november 2017 mikrobryggeriet Hyldals Bryghus, som er indrettet i et ombygget frysehus.

## Historie

### Bække Kro
De ældste skriftlige oplysninger om Bække Kro stammer fra 1610, hvor kirkeværgen var den første kroholder. Kroen blev kongelig privilegeret landevejskro i 1668. I 1855 ophørte forbindelsen mellem kro og kirke, da den nuværende kro blev opført.

### Landsbyen
Bortset fra kroen ser Bække ud til at være en lille landsby på det høje målebordsblad fra 1800-tallet. Men i 1904 beskrives byen således: "Bække (i Vald. Jrdb.: Bæcky, c. 1340: Bekky, Bækkye), ved Vejlevejen, med Kirke, Skole, Missionshus (opf. 1900), Forsamlingshus (opf. 1890), Sparekasse for Verst-B. Komm. (opr. 1875...Antal af Konti 580), Mølle, Andelsmejeri, Købmandshdl., Kro, Markedsplads (Marked i Sept.) og Valgsted for Amtets 4. Folketingskr."

### Stationsbyen
Bække fik station på Troldhede-Kolding-Vejen Jernbane (1917-68). Stationen havde 260 m krydsningsspor og vognvægt. Syd for stationsbygningen var der 114 m læssespor med sporskifte i begge ender og svinefold. Stationsbygningen er bevaret på Stationsvej 7.

### Bække Skole
Veerst Sogn, som Bække var anneks til, fik i 1712 en af Frederik 4.'s rytterskoler, men i Bække blev der først opført skole i 1742. Den blev flyttet til den nuværende adresse i 1901, hvor der også blev bygget små skoler i Thorsted, Kragelund og Asbo. I 1918 blev en ny bygning tilføjet. I 1958 flyttede de små skolers elever på 4.-7. årgang ind på Bække Skole, som i 1959 blev centralskole for hele Veerst-Bække sognekommune. Samtidig opstod ønsket om overbygning på skolen. Den ændrede navn til Bække Folke- og Realskole, og i 1963 tog den første årgang realeksamen.
Ved kommunalreformen i 1970 kom Bække under Vejen Kommune, og der var stor debat om hvor kommunens 3. overbygningsskole skulle ligge, men det endte med at eleverne fra Gesten og Læborg blev flyttet til overbygningen i Bække. De mange udvidelser skabte behov for en ekstra gymnastiksal, men en kreds af borgere og lærere foreslog at man i stedet byggede en idrætshal, og Hærvejshallen blev indviet i 1974.
Midt i 1970'erne toppede skolens elevtal med 520 elever ud over børnehaveklassen, og i 1980'erne begyndte det at falde drastisk. Den gamle bygning blev taget ud af drift i 2005 og revet ned i 2007. I 2010 planlagde kommunen at nedlægge overbygningen i Bække, men efter hård kamp lykkedes det for borgerne at få ændret beslutningen til at Bække Skole kun mistede eleverne fra Læborg.

## Bække Anlæg
I byens sydlige ende findes en park, hvor der er grillhytte, legeplads og shelters og en skulptur af Niels Hansen Jacobsen kaldet En havfrue med sine unger.
- Bække Brugsforening
- Bække Kro
- Niels Hansen Jacobsens skulptur i Bække Anlæg